# James Bradberry
(en) Statistiques sur pro-football-reference
James Bradberry IV, né le 4 août 1993 à Pleasant Grove (Alabama), est un joueur américain de football américain. Il joue au poste de cornerback en National Football League (NFL).

## Biographie

### Carrière universitaire
Bradberry joue au niveau universitaire pour les Bulldogs de Samford (en) de l'Université Samford au sein de la  NCAA Division I FCS entre 2012 et 2014 après avoir joué un match en 2011 pour le compte des Red Wolves de l'université d'État de l'Arkansas dans la NCAA Division I FBS,.

### Carrière professionnelle

#### Panthers de la Caroline
Bradberry est sélectionné en 62e choix global lors du deuxième tour de la draft 2016 de la NFL par la franchise des Panthers de la Caroline. Il est le 1er des trois cornerbacks sélectionnés par les Panthers et le 11e cornerback choisi lors de cette draft. Le 10 mai 2016, Bradberry signe un contrat de quatre ans pour un montant de 3,69 millions de dollars avec les Panthers.
Il fait ses débuts pour la franchise lors du premier match de la saison 2016 joué contre les Broncos de Denver et y totalise six plaquages et une passe déviée (défaite 21 à 20). Le 18 septembre lors de la victoire 46 à 27 contre les 49ers de San Francisco, il totalise deux plaquages, deux passes déviées et réussit sa première interception en carrière sur une passe du quarterback Blaine Gabbert. Le 2 octobre, contre les Falcons d'Atlanta (défaite 33 à 48), après avoir réussi deux plaquages en solo, Bradberry se blesse dans le deuxième quart temps à un orteil. Ses remplaçants, Bené Benwikere et le débutant Daryl Worley (en) ne sont pas à la hauteur puisqu'ils permettent au wide receiver Julio Jones de gagner à lui seul 300 yards en réception. À la suite de cette mauvaise performance, Bené Benwikere est libéré le 7 octobre par la franchise permettant à Bradberry d'occuper le poste de titulaire,. Bradberry reste inactif pendant trois matchs à la suite de sa blessure. Il réussit la meilleure performance de sa saison en 13e semaine lors de la défaite 7 à 40, avec huit plaquages et une passe déviée. Le 1er janvier 2017 en déplacement chez les Buccaneers, il totalise six plaquages en solo, dévie deux passes et intercepte une passe du quarterback Jameis Winston (défaite 16-17). Il termine sa première saison professionnelle avec un total de 59 plaquages dont 47 en solo, dix passes déviées et deux interceptions lors de 13 matchs débutés en tant que cornerback titulaire. Pro Football Focus lui attribue une note de 82,6 ce qui le classe 20e des cornerbacks et 1er des cornerbacks de première année en 2016. Il est également classé meilleur défenseur des Panthers,.
Le 5 juin 2017, Bradberry se fracture le poignet pendant les camps d'entrainement et est absent pendant au moins un mois. L'entraineur principal Ron Rivera désigne Bradberry et Daryl Worley en tant que titulaire aux poste de cornerbacks extérieurs en compagnie Captain Munnerlyn (en) au poste de nickelback pour la saison 2017. Le 12 octobre 2017 lors de la défaite 23 à 28 contre les Eagles de Philadelphie, il totalise six plaquages, une passe déviée et réussit son premier sack sur le quarterback Carson Wentz. En 14e semaine lors de la victoire 31 à 24 contre les Vikings, il coptabilise six plaquages, dévie trois passes et intercepte une passe de Case Keenum. La semaine suivante contre les Packers (victoire 31 à 24), il réussit sept plaquages, dévie une passe et intercepte une passe d'Aaron Rodgers. Il termine sa saison avec 85 plaquages dont 66 en solo, dix passes déviées, trois interceptions et un sack lors des seize matchs débutés en tant que titulaire. Pro Football Focus lui attribue une note de 42,4 ce qui le classe 109e des cornerbacks 2017. Les Panthers terminent deuxièmes de la NFC South avec un bilan de 11 victoire pour 5 défaites. Le 7 janvier 2018, Bradberry dispute pour la première fois de sa carrière un match de phase finale et y enregistre sept plaquages malgré la défaite 26 à 31 en tour de wild card contre les Saints.
Bradberry commence la saison 2018 en tant que titulaire au poste de cornerback en compagnie de Donte Jackson (en). Il joue les 16 matchs et totalise 70 plaquages, un sack, une interception et 15 passes déviées.

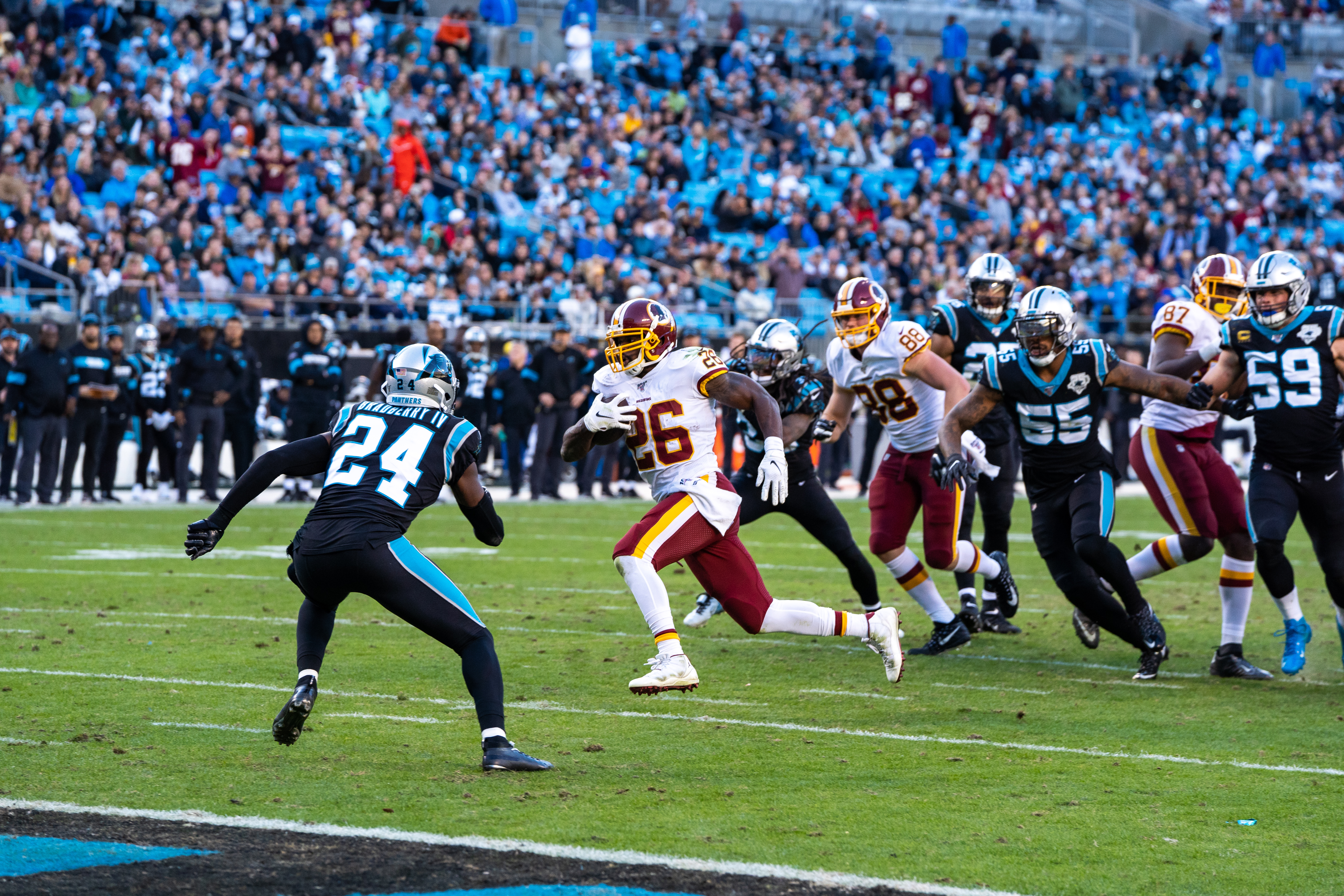
Bradberry contre les Redskins en 2019.

Bradeberry réussit son premier sack et sa première interception de la saison 2019 contre les Rams en 1re semaine (défaite 27 à 30). En 6e semaine lors de la victoire 37 à 26 contre les Buccaneers, il totalise dix plaquages et deux interceptions.

#### Giants de New York
Le 26 mars 2020, Bradberry signe un contrat de trois ans pour un montant de 45 millions de dollars avec les Giants de New York.
En 2e semaine lors de la défaite 13 à 17 contre les Bears, il réussit sa première interception pour les Giants à la suite d'une passe tentée par Mitchell Trubisky. Lors de la victoire 20 à 19 en 6e semaine contre la Washington Football Team, Bradberry réussit une nouvelle interception sur une passe du quarterback Kyle Allen. La semaine suivante, il réussit la troisième interception de sa saison sur une passe de Carson Wentz malgré la défaite 21 à 22 contre les Eagles de Philadelphie lors du Thursday Night Football. Il est placé sur la liste des joueurs touchés par la Covid-19 le 17 décembre et est réactivé le 21 décembre.
Pendant l'inter-saison, Bradberry accepte une première restructuration de son contrat. Il réussit une interception en 2e semaine contre la Washington Football Team. Une nouvelle restructuration de son contrat a lieu le 2 octobre afin de permettre à la franchise d'avoir plus d'espace salarial.
N'ayant pu parvenir à un transfert, Bradberry est libéré par les Giants le 9 mai 2022.

#### Eagles de Philadelphie
Le 18 mai 2022, Bradberry signe un contrat d'un an pour un montant de 7,5 millions de dollars avec les Eagles de Philadelphie.